# Gabriel Viehhauser
Gabriel Viehhauser-Mery (* 8. August 1970) ist österreichischer Germanist.

## Leben
Nach Abschluss 2001 des Diplomstudiums Deutsche Philologie / Philosophie, Pädagogik und Psychologie (Lehramt an höheren Schulen) und Erlangung des Magistergrades an der Universität Wien war er von 2003 bis 2007 wissenschaftlicher Mitarbeiter beim SNF-Projekt Wolfram von Eschenbach „Parzival“ (Universitäten Basel und Bern). Nach der Erlangung der Doktorwürde an der Universität Bern 2007 war er von 2016 bis 2024 W3-Professor für Digital Humanities an der Universität Stuttgart. Seit 2024 ist er Professor für Digitales Edieren an der Universität Wien.
Seine Forschungsschwerpunkte sind digitale Edition und Textanalyse; Intertextualität, Textvarianz und Text Reuse; digitale Mediävistik und intermediales Edieren.

## Werke (Auswahl)
- Die Darstellung König Salomos in der mittelhochdeutschen Weltchronistik. Wien 2003, ISBN 3-7069-0160-9.
- Die „Parzival“-Überlieferung am Ausgang des Manuskriptzeitalters. Handschriften der Lauberwerkstatt und der Straßburger Druck. Berlin 2009, ISBN 978-3-11-020714-9.